# Estació Rosario Central
L'Estació Rosario Central és una antiga estació de ferrocarril de la ciutat de Rosario, a la Província de Santa Fe, Argentina, ubicat a l'angle dell carrer Corrientes amb l'Avinguda Wheelwright, al centre de la ciutat, prop de la ribera del Riu Paranà. Va ser tancada el 1977. El 1999, després d'una renovació, l'edifici principal va ser transformat en centre municipal descentralitzat del Districte Antonio Berni, amb despatxos i un centre educatiu i cultural La Isla de los Inventos.

## Història
Va servir com estació terminal del Ferrocarril Central Argentí. Va ser construïda entre el 1868 i el 1870; en aqueixa època era una de les més importants estacions del país a causa de la seua grandària, el cost de construcció, i el volum de trànsit. Es va construir amb capitals britànics seguint l'estil neogòtic italià en voga en aqueixa època, amb la seua característica torre del rellotge.
En aquesta estació començava la línia de Rosario a Còrdova, a 396 km al nord-oest. Va ser la primera que va unir dues províncies argentines. Al seu apogeu, l'estació servia una xarxa de vuit línies, aleshores la més llarga del país. El 1908, després de la fusió del Ferrocarril Central Argentí i el Ferrocarril Buenos Aires a Rosario, l'estació es va utilitzar per atendre els serveis de passatgers de curta i mitjana distància, mentre que l'Estació Rosario Nord es va utilitzar per als serveis de llarga distància i expressos. Entre 1935 i 1940 hi havia setenta serveis diaris, amb una mitjana anual de 438.000 passatgers.
La majoria dels serveis de rodalia es van cancel·lar el 1977, i l'estació va ser tancada i abandonada. El 1987, es van treure els carrils que unien l'estació amb el Port de Rosario per construir l'Avinguda Ribereña Central. Només durant un mes, al novembre del 1989 va circular un servei de trens de passatgers experimental, però aviat va ser cancel·lat. El 1993 es van demolir les instal·lacions secundàries, (tallers, tendes, etc.) al nord de l'edifici central per continuar la construcció de l'avinguda, i el 1997 es van remoure els carrils que arribaven a l'estació.
El 1999 l'Ens Nacional d'Administració de Béns Ferroviaris (ENABIEF), l'organització estatal que manejava els antics béns de les companyies ferroviàries, va cedir el terreny de l'estació a la Municipalitat de Rosario. L'ajuntament va decidir restaurar l'edifici i preservar la major part del seu aspecte exterior. Va transformar-lo en seu del Districte Centre Antonio Berni, com a part del programa de descentralització administrativa. Una altra part de l'antiga estació va ser transformada en un centre educatiu i d'entreteniment per a xiquets dit «La Isla de los Inventos» (L'Illa dels Invents).